# Whispering Footsteps
 Whispering Footsteps è un film statunitense del 1943, diretto da Howard Bretherton, con John Hubbard. 

## Trama
Mark Borne è uno stimato membro della comunità di una piccola cittadina della provincia americana, benvoluto dalla ristretta cerchia dei suoi conoscenti, che include, oltre ai vicini di casa, la famiglia Murphy, che gestisce la pensione in cui egli alloggia, gli altri ospiti di essa, la famiglia del banchiere Harry Hammond, suo datore di lavoro, e le autorità locali. La figlia di Hammond, Brook, in particolare è molto affezionata a Mark, che ha conosciuto dieci anni prima, quando lei era solo una bambina e lui aveva appena iniziato a lavorare nella banca del padre.
In una località non distante da quella dove Mark si trovava in ferie, un serial killer aveva mietuto la sua seconda vittima, una ragazza: l’identikit dell’assassino, diffuso dalla radio ed illustrato dai giornali lo descriveva con delle fattezze sorprendentemente simili a quelle di Mark, compreso addirittura l’uguale abbigliamento che l’omicidia e Mark indossavano il giorno dell’assassinio.
Per questo motivo, al suo ritorno nella cittadina di residenza, Mark trova ad aspettarlo l’investigatore Brad Dolan, che gli pone alcune domande di routine, suscitando l’indignazione dei suoi conoscenti, ai quale pare impensabile che l’irreprensibile impiegato di banca possa essere anche solo lontanamente sospettato di tali delitti.
Helene LaSalle, una nuova vicina di casa di Mark, diviene l’amante di Harry Hammond per poterne ricevere, in cambio, un aiuto economico per l’attività commerciale che aveva intrapreso.
Man mano che le vittime del serial killer si susseguono, in località sempre più vicine, gli indizi si mescolano, e le visite di Dolan si fanno più frequenti, emergono gradualmente, all’interno della cerchia dei conoscenti di Mark, tratti che mostrano il vero volto di gretto provincialismo della comunità: il risentito gossip, il bieco interesse personale, come quando Helene fornisce un falso alibi a Mark solo per coprire la propria tresca col banchiere, l’invidiosa nevrotica maldicenza di una società asfittica e limitata.
Harry Hammond allontana Mark, che è pure colto dal dubbio di possedere una doppia personalità, dalla banca e dalla frequentazione della figlia, e quando Helene viene trovata strangolata dall’omicida seriale nella cantina di casa, Brook, che appare l’unica persona sincera e spontaneamente fedele a Mark, gli fornisce un alibi (falso, di nuovo), consigliandogli però nello stesso tempo di partire e lasciare la località nella quale gli è ormai palesemente impossibile rimanere in pace, considerando inoltre che il padre non vedrebbe l’ora di smontare il falso alibi, cosa che è facilmente in grado di fare.
Si produce allora nel mite Mark un repentino cambiamento. Egli affronta apertamente per la prima volta, risoluto e quasi burbero, coloro che hanno tormentato la sua vita: dapprima Hammond, poi gli occupanti della pensione, che si appresta, esasperato, a lasciare, prima ancora ed incurante del fatto che la radio stia diffondendo proprio allora la notizia dell’avvenuta cattura del serial killer.